# Szőlőtörköly

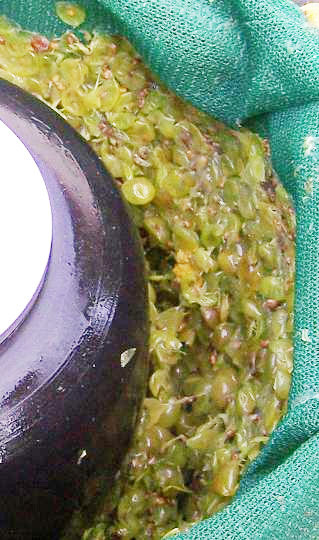
Chardonnay törkölye a szőlőprésben.

A szőlőtörköly a szőlőfürtök kipréselése után visszamaradó szilárd kocsány-, héj- és magrészek. A vizes törköly lepárlásával nyert szeszt törkölypárlatnak nevezzük, ilyen például a magyar törkölypálinka, vagy az olasz grappa. 
A törköly felhasználási módjai:
- 90 százalékából finomszeszt állítanak elő, melyet az Európai Unió átvesz és ipari célú felhasználásra értékesít.

A fennmaradó (10%) mennyiségből:
- törkölypálinka és
- borecet készül.
- A törkölyből kinyert szőlőmagot, illetve szőlőmagolajat a kozmetikai ipar és a természetgyógyászat használja.
- A visszamaradó anyagból takarmány készül, de jellemző
- a szerves trágyaként való felhasználás is.
- Megfelelő égető berendezéssel hő- és villamos energia is nyerhető belőle.
- A törkölyt magángazdasági méretekben lőre (törkölybor, csiger, kapásbor) készítésére is használhatják, de ennek forgalomba hozatalát jogszabály tiltja Magyarországon.